# Eduard von Keyserling
Eduard von Keyserling (Hasenpoth, 15 maggio 1855 – Monaco di Baviera, 28 settembre 1918) è stato uno scrittore tedesco dell'epoca dell'Impressionismo.

## Biografia
Appartenente ad un'antica famiglia di nobiltà baltica, nacque a Schloss-Paddern, a quel tempo sotto l'impero russo e oggi parte della Lettonia. Studiò dapprima nelle locali scuole tedesche, quindi all'Università di Vienna.
Si stabilì nel 1895 a Monaco di Baviera, dove visse fino alla morte. Gran parte della sua produzione letteraria (romanzi, racconti e drammi) fu composta qui. Negli ultimi vent'anni di vita fu tormentato da una grave forma di sifilide, che lo costrinse a lunghi periodi di immobilità e da ultimo lo rese cieco.

## Produzione letteraria
Le opere di Keyserling sono state spesso definite "le novelle del castello", perché gran parte di esse sono ambientate nelle tenute della nobiltà baltica da cui proveniva. Questo sfondo è caratteristico per l'isolamento che contraddistingueva i suoi personaggi: sudditi dell'impero russo (a cui diedero molti generali), ma di lingua e cultura tedesca, signori di vaste tenute dove lavoravano contadini di differente etnia. Traspare il senso di crisi e di esaurimento di queste casate, ritratte alla vigilia della Prima guerra mondiale e della Rivoluzione russa, che ne avrebbero decretato la fine.

## Opere

### Romanzi
- Fräulein Rosa Herz. Eine Kleinstadtliebe, 1887
- Die dritte Stiege, 1892
- Beate und Mareile. Eine Schloßgeschichte, 1903
  - Un nobile adulterio, trad. di Luisa Coeta, Milano, SugarCo, 1990
  - Il padiglione cinese, trad. di Mario Benzi, I romanzi dell'iride, 1933; revisione della trad., Introduzione e commento di Gian Mario Benzing,[1] Collana Classici, Firenze, Barbès, 2011, ISBN 978-88-629-4177-8; Collana Narrativa, Bagno a Ripoli, Passigli, 2023, ISBN 978-88-368-2079-5.
- Dumala, 1907
  - Dumala, Introduzione e trad. di Giuseppe Farese, Collana Oscar Oro, Milano, Mondadori, 1989, ISBN 978-88-043-2407-2.
  - Il castello di Dumala, trad. di G. Farese, Collana Le foglie, Milano, Marcos y Marcos, 2005, ISBN 978-88-716-8411-6.
- Wellen, 1911
  - Onde, trad. di Eva Banchelli, Collana Le foglie, Milano, Marcos y Marcos, 2005, ISBN 978-88-716-8425-3; Collana Narrativa, Bagno a Ripoli, Passigli, 2023, ISBN 978-88-368-2015-3.
- Abendliche Häuser, 1914
  - Case crepuscolari, trad. di Mario Benzi, Milano, Bietti, 1932.
  - La sera sulle case, trad. e cura di Giovanni Tateo, Collana Kreuzville Aleph, Roma, L'orma, 2022, ISBN 978-88-313-1290-5.
- Fürstinnen, 1916
  - Principesse, trad. di Anna Rosa Azzone Zweifel, Collana Biblioteca, Milano, Adelphi, 1988, ISBN 978-88-459-0284-0.
- Feierstagskinder (1918-1919)
  - Figli di un giorno di festa. Armonia, a cura di Renzo Oliva, Biblioteca del vascello, Torino, Robin, 2023, ISBN 979-12-546-7594-6.

### Novelle e racconti
- Nur zwei Tränen, 1882 in Wiener Allgemeine Zeitung
- Mit vierzehn Tagen Kündigung, 1882 in Wiener Allgemeine Zeitung
- Die Ferien der Marchesa, 1883 in Rigasche Zeitung
- Alte Liebe, 1884 in Die Heimat. Illustriertes Familienblatt
- Wiener Frühlings-Arabeske, 1884 in Rigasche Zeitung
- Ein Blatt aus Don Juan´s Tagebuch, 1885 in Wiener Allgemeine Zeitung
- Das Sterben. Ein Sommerbild, 1885 in Mährisches Tagblatt
- Grüß Gott, Sonne!, 1896 in Jugend. Münchner Illustrierte Wochenschrift
- Grüne Chartreuse, 1897 in Jugend. Münchner Illustrierte Wochenschrift
- Die Soldaten-Kersta, 1901, Die neue Rundschau, 1906 als Buch beim S. Fischer Verlag, Berlin
- Die schwarze Flasche (1902)
- Der Beruf, 1903 in Freistatt. Kritische Wochenschrift für Politik, Literatur und Kunst, München
- Schwüle Tage. Novelle, 1904.
  - Giorni d'afa, trad. di Luisa Coeta, Milano SugarCo, 1988
  - Afa, trad. di Anna Rosa Azzone Zweifel, Milano, Adelphi, 2000, ISBN 978-88-459-1516-1
- Harmonie, 1905.
- Sentimentale Wandlungen, 1905 in Der Tag, Berlin
- Im Rahmen. Skizze, 1906 in Die Pfingstzeit, Beilage zu Die Zeit, Wien
- Seine Liebeserfahrung, 1906.
  - L'esperienza amorosa, trad. di Silvia Borge, Milano, Marcos y Marcos, 2005, ISBN 978-88-716-8301-0
- Gebärden, 1906 in Die Weihnachtszeit, Beilage zu Die Zeit, Wien
- Die sentimentale Forderung, 1906 in Der Tag, Berlin (Weihnachtsnummer)
- Osterwetter, 1907 in Neue Freie Presse, Wien
- Die Verlobung, 1907 in Neue Freie Presse, Wien
- Geschlossene Weihnachtstüren, 1907 in Neue Freie Presse, Wien
- Frühlingsnacht, 1908 in Neue Freie Presse, Wien
- Landpartie. Junistimmung, 1908.
- Bunte Herzen, 1909 
  - I confini del castello, Milano, SugarCo, 1989
  - Cuori variopinti, trad. di Jole Di Egidio, Manduria (TA), Barbieri Selvaggi, 2010, ISBN 978-88-618-7154-0
- Föhn, 1909 in Neue Freie Presse, Wien
- Winterwege, 1909 in Neue Freie Presse, Wien
- Prinzessin Gundas Erfahrungen, 1910 in Neue Freie Presse, Wien
- Am Südhang. Novelle, 1911 in Österreichische Rundschau, Band XXVI, K. und k. Hof-Buchdruckerei Carl Fromme
  - Versante Sud, trad. di Giovanna Agabio, Milano, Guanda, 1989, 2023, ISBN 978-88-235-3226-7; Saluzzo, Federico Tozzi, 2014, ISBN 978-88-987-2800-8.
- Nachbarn, 1911. In Das XXVte Jahr. Jubiläumsalmanach des S. Fischer Verlages, 1886–1911.
- Das Opfer, 1913 in Rigasche Zeitung,
- Das Landhaus, 1913 in Neue Freie Presse
- Vollmond, 1914 in Neue Freie Presse, Wien
- Schützengrabenträume, 1914 in Neue Freie Presse, Wien
- Nicky, 1915 in Die neue Rundschau. XXVIter Jahrgang der freuen Bühne. Band 1. Berlin: S. Fischer Verlag
- Verwundet, 1915 in Neue Freie Presse, Wien
- Harmonie, 1915
- Der Erbwein, 1916 in Neue Freie Presse, Wien
- Pfingstrausch im Krieg, 1916 in Neue Freie Presse, Wien
- Das Kindermädchen, 1916 in Die Baltischen Provinzen, Band 2: Novellen und Dramen, Felix Lehmann Verlag, Berlin
- Das Vergessen, 1917 in Neue Freie Presse, Wien
- Die Feuertaufe, 1917 in Neue Freie Presse, Wien
- Im stillen Winkel, 1918, EvK, Fischer Bibliothek er zeitgenössischen Romane. Achte Reihe. S. Fischer, Berlin
  - Nell'angolo di quiete, trad. e cura di Giovanni Tateo, Roma, L'orma editore, 2018, ISBN 978-88-997-9355-5.

### Drammi
- Ein Frühlingsopfer, 1900 Fischer, Berlin. Uraufführung: 12. November 1899 am Berliner Lessing-Theater.
- Der dumme Hans, 1901 Fischer, Berlin. Uraufführung: 4. Mai 1901 am Berliner Residenztheater.
- Die schwarze Flasche, Uraufführung 1902 auf der Kabarettbühne der „Elf Scharfrichter“ in München. Friedenauer Presse, Berlin 1990, ISBN 978-3-921592-61-8; nuova ed., LIWI Verlag, 2020 PDF
- Peter Hawel, 1904 Fischer, Berlin. Erstaufführung: 10. Oktober 1903 am Münchener Schauspielhaus.
- Benignens Erlebnis, 1906 Fischer, Berlin. Uraufführung: 8. März 1905 am Münchener Schauspielhaus.
- Die Kluft. Zwei Dialoge, 1911 Neue Freie Presse, Wien. Szenische Uraufführung: 4. April 1997 am Brentano-Theater Bamberg.